# Досо (держава)
Досо — новоісторична держава в західноафриканському в регіоні Досо. Тривалий час боролася за незалежність від сусідів. 1890 року встановлено французький протекторат.

## Історія
В XVIII столітті джерма розселилися в на території південного сходу Нігеру, де їх почали тіснити сусідні народи (туареги на півночі і фульбе на півдні). Голова клану тагурі Абубакар заснував Досо близько 1750 року, прийнявши титул джермакой. Визнала зверхність імперії Борну.
У 1820-х роках Досо стикнулася з наступом держави Сокото. Тривала боротьба завершилася 1849 року, коли Досо визнала зверхність емірів Гванду, що очолювали західні області Сокото. В цей час відбувається ісламізація населення Досо.
1856 року джермакой Коссом домігся відновлення незалежності Досо. В цей відбувається розширення держави, до складу якої увійшли усі вождества джерма. У 1865 року після смерті Коссоми відбувається ослаблення, чим скористалася держава Гурунсі на півдні, захопивши частину території Досо.
У 1897 році джермакой Аттіку уклав союз з французами щодо допомоги проти емірату Денді, Гурунсі. 1898 року було встановлено французький протекторат.
Втім джермакой зберіг певну автономію. Завдяки діяльності наступного джермакоя Аути вдалося розширити підвладні землі Досо та зберегти певну владу джермакоя. В результаті Досо стало основою французькою панування в регіоні. Наслідком цього стало перенесення у 1923 році резиденції Військової території Нігеру з Зіндеру до селища Ніамей на території Досо. З отриманням Нігером незалежності джермакої набули значної політичної ваги, яку зберігають до тепер.

## Територія
Розташовувалося на плато Факара та Зігуї, в південній частині долини річки Нігер. В середині XIX ст. охоплювало територію простягалася від Тіббо та Бері на півночі, до Гафіадея на півдні та до Банкейді та Томбокваре на сході.

## Устрій
Спочатку являла собою федерацію поселень, в кожній з яких був джермакой певного клану. Головуючими в державі були представники клану тагурі (на кшталт великого джермакоя).

### Джермакої
- Абубакар (1750–?)
- Лаузо (? -?)
- Гунабі (? -?)
- Аміру (?—1856)
- Коссом (1856—1865)
- Абду К'янту Баба (1865—1890)
- Альфа Атта (1890—1897)
- Аттіку (1897—1902)
- Аута (1902—1913)
- Муса (1913—1924)
- Сайду (1924—1938)
- Мумуні (1938—1953)
- Хамані (1953—1962)
- Абду (1962—1998)
- Ісуфу (1998—2000)
- Майданда Сайду (з 2000 —)

## Економіка
Основу становило землеробство, чому сприяло найявність значних сільськогосподарських площ.